# Слонка
Слонка (пол. Słonka (dopływ Raby)) — річка в Польщі, у Новотарзькому повіті Малопольського воєводства. Права притока Раби, (басейн Балтійського моря).

## Опис
Довжина річки 7,2 км. Формується безіменними струмками та частково каналізована.

## Розташування
Бере початок між вершинами Бардо (948 м) та Верховою (942 м). Тече переважно на північний захід і у місті Рабка-Здруй впадає у річку Рабу, праву притоку Вісли.